# Cudoniopsis
Cudoniopsis is een monotypisch geslacht van schimmels behorend tot de familie Sclerotiniaceae. Het bevat alleen Cudoniopsis pusilla.